# Qalandarān
Qalandarān är en ort i Iran.   Den ligger i provinsen Kerman, i den sydöstra delen av landet, 900 km sydost om huvudstaden Teheran. Qalandarān ligger 2 507 meter över havet och antalet invånare är 336.
Terrängen runt Qalandarān är huvudsakligen kuperad, men norrut är den bergig.Runt Qalandarān är det glesbefolkat, med 17 invånare per kvadratkilometer. Närmaste större samhälle är Darb-e Behesht, 16,9 km öster om Qalandarān. Omgivningarna runt Qalandarān är i huvudsak ett öppet busklandskap.